# Tenryu Project International Junior Heavyweight Championship
Il Tenryu Project International Junior Heavyweight Championship, in precedenza noto come WAR International Junior Heavyweight Championship, è un titolo istituito dalla Wrestle Association R (WAR) e che in seguito è stato utilizzato in altre federazioni giapponesi, attualmente difeso nella Tenryu Project.
Il titolo è stato creato nel 1995 dalla WAR ed è stato utilizzato anche dalla New Japan Pro-Wrestling (NJPW) e dalla Dragon Gate (DG), prima di essere adottato dalla Tenryu Project.

## Storia
Il titolo venne creato dalla WAR con il nome di WAR International Junior Heavyweight Championship e fu assegnato il 26 marzo 1995 tramite un torneo per il campione inaugurale, torneo vinto da Gedo che sconfisse in finale Lionheart.
Fu parte del J-Crown, insieme ad altri sette titoli riservati alla stessa categoria di peso, tra il 1996 e il 1997, prima che Yuji Yasuraoka vinse il solo WAR International Junior Heavyweight Championship da Jushin Liger, allora detentore del J-Crown, che continuò ad esistere raccogliendo al suo interno soltanto sette titoli. Tornato alla WAR, il titolo fu difeso fino alla chiusura della federazione nel 2006 e fu in seguito riutilizzato dalla federazione Dragon Gate, che lo ritirò nel 2007. 
Nell'aprile 2010 la Tenryu Project, federazione di proprietà di Genichiro Tenryu, ripristinò il titolo rinominandolo in Tenryu Project International Junior Heavyweight Championship. Il titolo fu disattivato nel 2013 con la chiusura della federazione, per poi essere riattivato quando la Tenryu Project riaprì nel 2020.

## Albo d'oro
| Legenda  |                                                                               |
| -------- | ----------------------------------------------------------------------------- |
| #        | Indica il numero del regno titolato                                           |
| Regno    | Viene indicato il numero del regno del campione                               |
| Data     | La data in cui il titolo è stato vinto                                        |
| Località | Indica il luogo in cui il titolo è stato vinto                                |
| Note     | Indica notizie particolari riguardanti i cambi di titolo o altre informazioni |

| #                              | Campione             | Regno | Data              | Giorni | Località           | Evento                        | Note | Fonti |
| ------------------------------ | -------------------- | ----- | ----------------- | ------ | ------------------ | ----------------------------- | --- | ----- |
| Wrestle Association R (WAR)    |                      |       |                   |        |                    |                               | |       |
| 1                              | Gedo                 | 1     | 26 marzo 1995     | 70     | Tokyo, Giappone    | Battle Angel                  | Il titolo nacque come WAR International Junior Heavyweight Championship e fu vinto da Gedo in un torneo, sconfiggendo in finale Lionheart.                                                            |       |
| 2                              | Lionheart            | 1     | 4 giugno 1995     | 54     | Tokyo, Giappone    | House Show                    | |       |
| 3                              | Ultimo Dragon        | 1     | 28 luglio 1995    | 32     | Tokyo, Giappone    | House Show                    | |       |
| 4                              | Gedo                 | 2     | 29 agosto 1995    | 32     | Shizuoka, Giappone | House Show                    | |       |
| 5                              | Ultimo Dragon        | 2     | 5 ottobre 1995    | 305    | Ōmiya-ku, Giappone | House Show                    | |       |
| New Japan Pro Wrestling (NJPW) |                      |       |                   |        |                    |                               | |       |
| 6                              | The Great Sasuke     | 1     | 5 agosto 1996     | 67     | Tokyo, Giappone    | G1 Climax                     | Il titolo divenne parte del J-Crown |       |
| 7                              | Ultimo Dragon        | 3     | 11 ottobre 1996   | 85     | Osaka, Giappone    | Crush Night                   | Come parte del J-Crown |       |
| 8                              | Jushin Thunder Liger | 1     | 4 gennaio 1997    | 153    | Tokyo, Giappone    | Wrestling World               | Come parte del J-Crown |       |
| 9                              | Yuji Yasuraoka       | 1     | 6 giugno 1997     | 588    | Tokyo, Giappone    | WAR                           | Yasuraoka sconfisse Liger in un incontro che aveva in palio il solo WAR International Junior Heavyweight Championship, riportandolo in WAR. Il J-Crown continuò a raccogliere gli altri sette titoli. |       |
| Wrestle Association R (WAR)    |                      |       |                   |        |                    |                               | |       |
| 10                             | Masao Orihara        | 1     | 15 gennaio 1999   | 45     | Tokyo, Giappone    | House Show                    | |       |
| 11                             | Masaaki Mochizuki    | 1     | 1 marzo 1999      | 2.705  | Tokyo, Giappone    | House Show                    | La WAR cessò le attività nel luglio 2000, ma Mochizuki continuò a difendere il titolo sporadicamente.                                                                                                 |       |
| 12                             | Pentagón Black       | 1     | 27 luglio 2006    | 119    | Tokyo, Giappone    | Final - Reborn to Future      | |       |
| Dragon Gate                    |                      |       |                   |        |                    |                               | |       |
| 13                             | Masaaki Mochizuki    | 2     | 23 novembre 2006  | <1     | Osaka, Giappone    | Crown Gate                    | |       |
| —                              | Vacante              | —     | 23 novembre 2006  | —      | —                  | —                             | Mochizuki rese vacante il titolo immediatamente dopo la vittoria. |       |
| 14                             | Masaaki Mochizuki    | 3     | 26 gennaio 2007   | <1     | Tokyo, Giappone    | Primal Gate                   | Mochizuki vinse un torneo per riassegnare il titolo vacante e determinare il campione finale sconfiggendo Gedo in finale.                                                                             |       |
| —                              | Disattivato          | —     | 26 gennaio 2007   | —      | —                  | —                             | Mochizuki fu incoronato campione finale e il titolo fu disattivato. |       |
| Tenryu Project                 |                      |       |                   |        |                    |                               | |       |
| 15                             | Masaaki Mochizuki    | 4     | 19 aprile 2010    | 51     | Osaka, Giappone    | Tenryu Project                | Il titolo fu riattivato e assegnato in un 3-way che comprendeva anche Susumu Yokosuka e Naoki Tanizaki.                                                                                               |       |
| 16                             | Tiger Shark          | 1     | 9 giugno 2010     | 112    | Tokyo, Giappone    | Next Revolution               | |       |
| 17                             | Hiroki               | 1     | 29 settembre 2010 | 76     | Tokyo, Giappone    | Never So                      | |       |
| 18                             | Ryuji Hijikata       | 1     | 14 dicembre 2010  | 591    | Tokyo, Giappone    | Tenryu Project                | |       |
| 19                             | Takaku Fuke          | 1     | 27 luglio 2012    | 155    | Tokyo, Giappone    | R-2 Real Tenryu Project       | |       |
| 20                             | Masao Orihara        | 1     | 29 dicembre 2012  | 276    | Tokyo, Giappone    | Revolution                    | | [ 5 ] |
| —                              | Vacante              | —     | 1 ottobre 2013    | —      | —                  | —                             | Il titolo fu reso vacante quando Orihara abbandonò la federazione. |       |
| —                              | Disattivato          | —     | 15 dicembre 2015  | —      | —                  | —                             | Titolo disattivato in seguito alla cessazione delle attività da parte della federazione. |       |
| 21                             | Hub                  | 1     | 12 giugno 2021    | 62     | Tokyo, Giappone    | Survive the Revolution Vol. 4 | In seguito alla riapertura della Tenryu Project il titolo fu riassegnato in un torneo, vinto da Hub sconfiggendo in finale Kengo.                                                                     | [ 4 ] |
| 22                             | Kengo                | 1     | 13 agosto 2021    | 183    | Tokyo, Giappone    | Survive the Revolution Vol. 8 | | [ 6 ] |
| 23                             | Toru                 | 1     | 12 febbraio 2022  | 123    | Osaka, Giappone    | Crush Night                   | | [ 7 ] |
| 24                             | Hikaru Sto           | 1     | 15 giugno 2022    | 463    | Tokyo, Giappone    | Wrestle and Romance Vol. 3    | | [ 8 ] |
| 25                             | Yuya Susumu          | 1     | 21 settembre 2023 | 109+   | Tokyo, Giappone    | Still Revolution Vol. 6       | | [ 9 ] |